# بخش شپیان
بخش شپیان (به انگلیسی: Shopian district) یک منطقهٔ مسکونی در هند است که در کشمیر واقع شده‌است. بخش شپیان ۶۱۲٫۹ کیلومتر مربع مساحت و ۲۶۶٬۲۱۵ نفر جمعیت دارد.